# Angel and the Badman
Angel and the Badman (en España, El ángel y el pistolero; en Venezuela, La última conquista) es una película estadounidense de 1947 con guion y dirección de James Edward Grant y con John Wayne y Gail Russell como actores principales. 

## Sinopsis
Una chica (Gail Russell) y su padre (cuáqueros)  recogen en el desierto a un pistolero malherido (John Wayne). La muchacha comienza a enamorarse de él y acaba convenciéndole de la maldad de su actividad. No obstante, él tiene una deuda con una banda de pistoleros que piensa saldar y, además, cree que no podrá llevar una vida feliz si no lo hace.
Fue filmada en Sedona y Oak Creek, Arizona.

## Reparto
- John Wayne: Quirt Evans
- Gail Russell: Penelope Worth
- Harry Carey: Marshall Wistful McClintock
- Bruce Cabot: Laredo Stevens
- Irene Rich: Señora Worth
- Lee Dixon: Randy McCall, socio de Quirt
- Stephen Grant: Johnny Worth
- Tom Powers: Dr. Mangram
- Paul Hurst: Frederick Carson
- Olin Howland: Bradley , telegrafista
- John Halloran: Thomas Worth
- Marshall Reed: Nelson
- Joan Barton: Lila Neal
- Craig Woods: Cruz Ward